# Штраусберг
Штраусберг (нім. Strausberg) — місто у Німеччині, у землі Бранденбург. 

## Географія
Входить до складу району Меркіш-Одерланд. Населення - 26 939 ос. (станом на 31 грудня 2020).  Офіційний код — 12 0 64 472. 
Місто має всього 1 міський район. 

## Населення
| Дата       | Населення |
| ---------- | --------- |
| 31.08.1950 | 10.604    |
| 01.01.1971 | 19.434    |
| 31.12.1981 | 24.483    |
| 31.12.1989 | 28.533    |

| Рік  | Населення |
| ---- | --------- |
| 1998 | 26.455    |
| 2000 | 26.629    |
| 2005 | 26.533    |
| 2010 | 26.206    |

## Пам'ятки
- Краєзнавчий музей - з його численними виставками та великою експозицією про історію, культуру та спосіб життя у місті.
- Міська ратуша (1819) і залишки міської фортеці.
- Електричний пором (нім. Die Strausberger Fähre) — єдиний в Європі пором, що працює на електротязі.
- Місцевий аеродром і його музей.

## Міста-побратими
- Дембно (пол. Dębno), Польща
- Франкенталь (нім. Frankenthal), Німеччина
- Терезин (чеськ. Terezín), Чехія

## Галерея

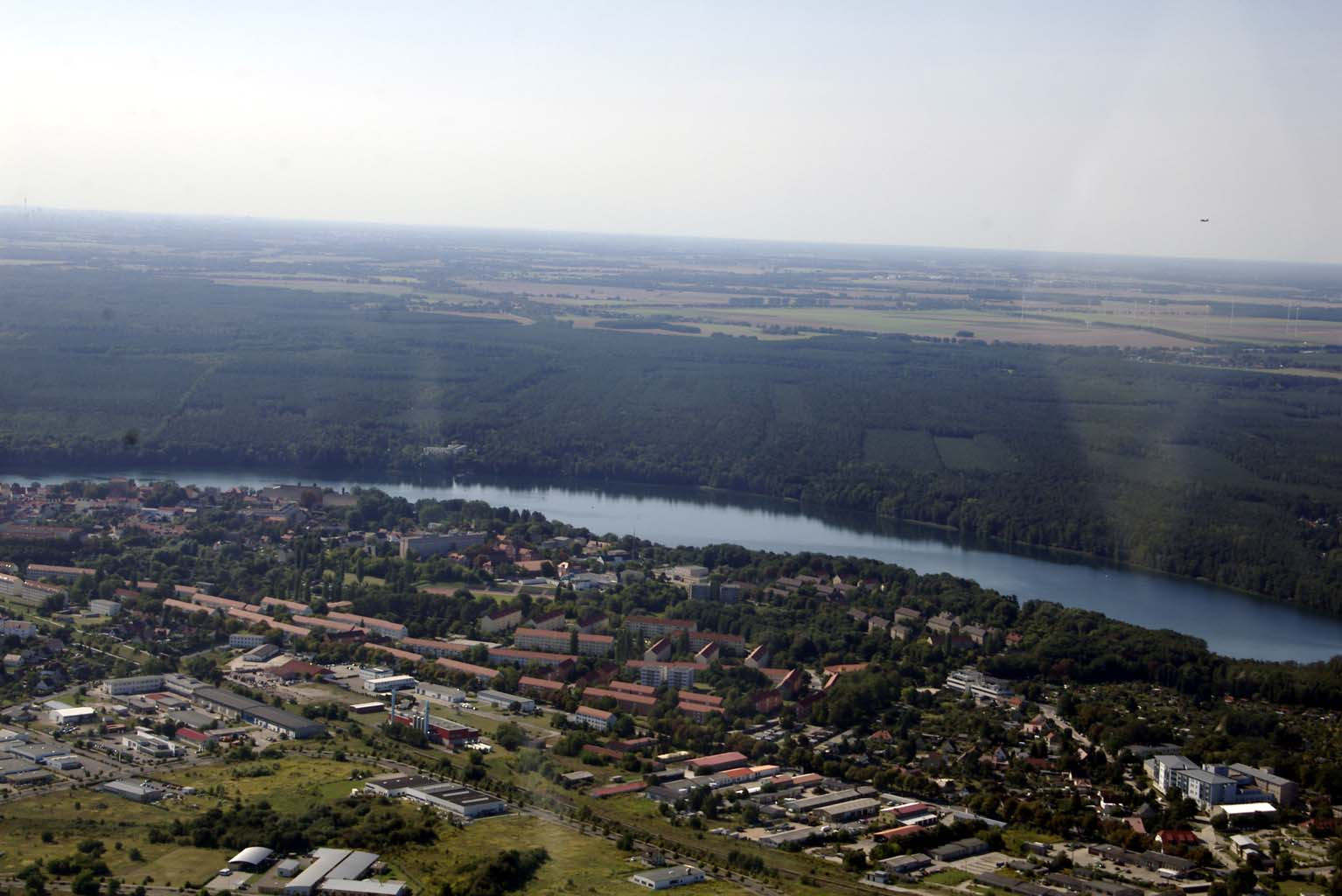
Штраусберг. На фоні - озеро Штраус
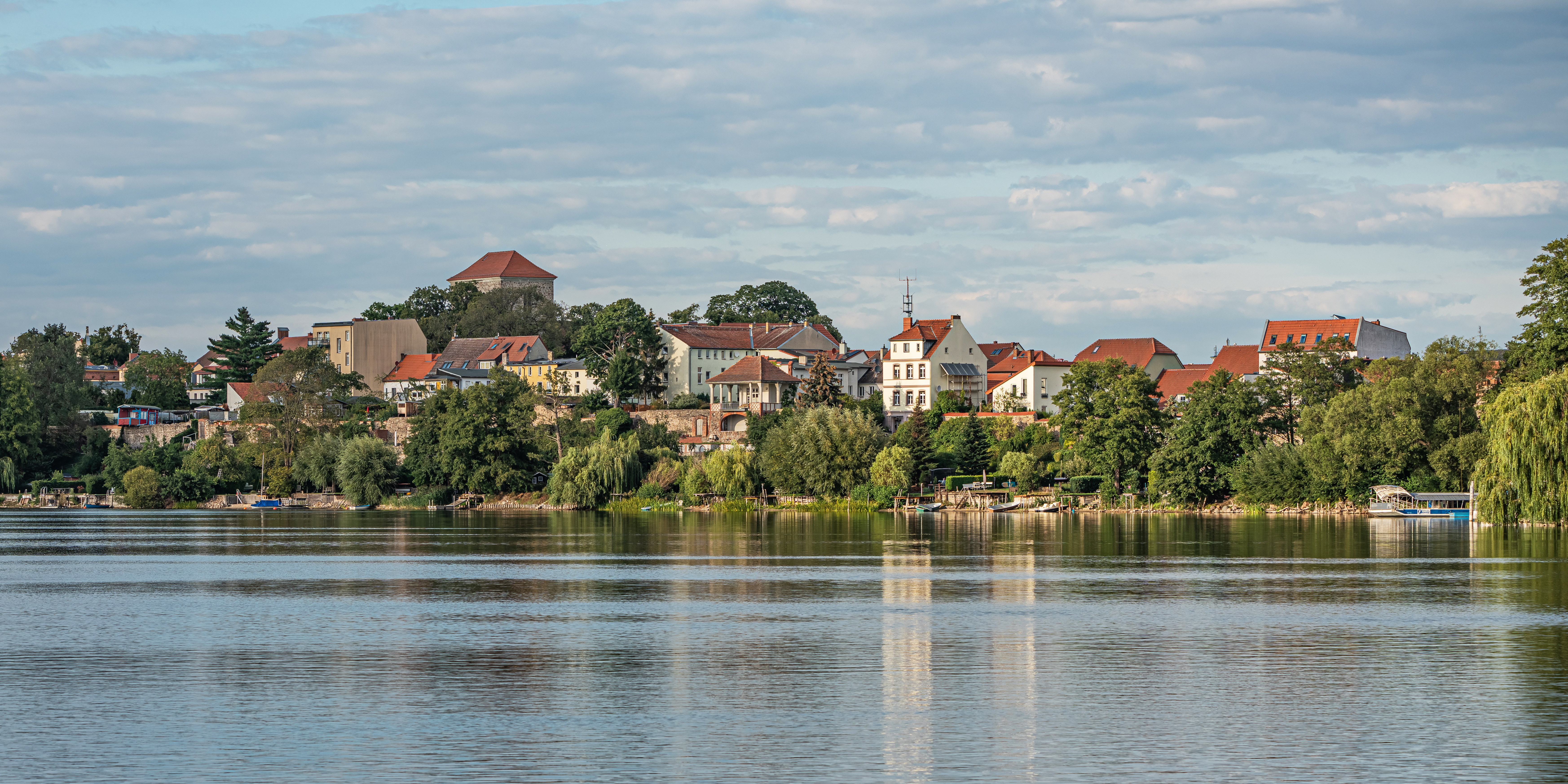
Штраусберг з іншого боку озера Штраус
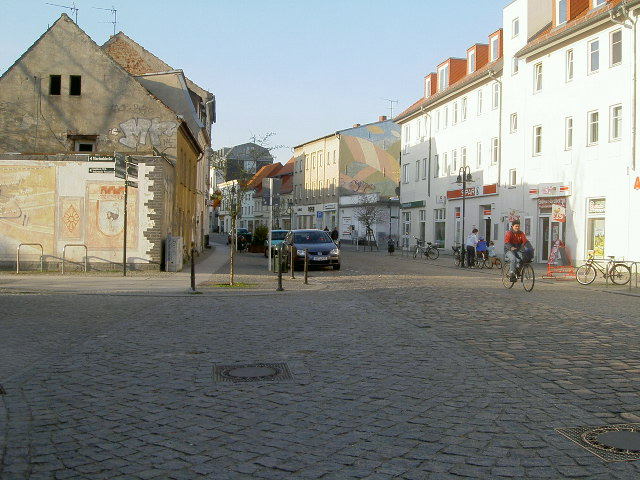
Старе місто
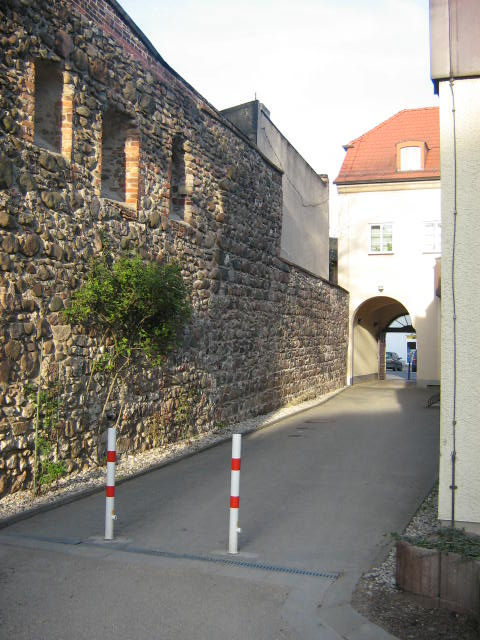
Міські стіни
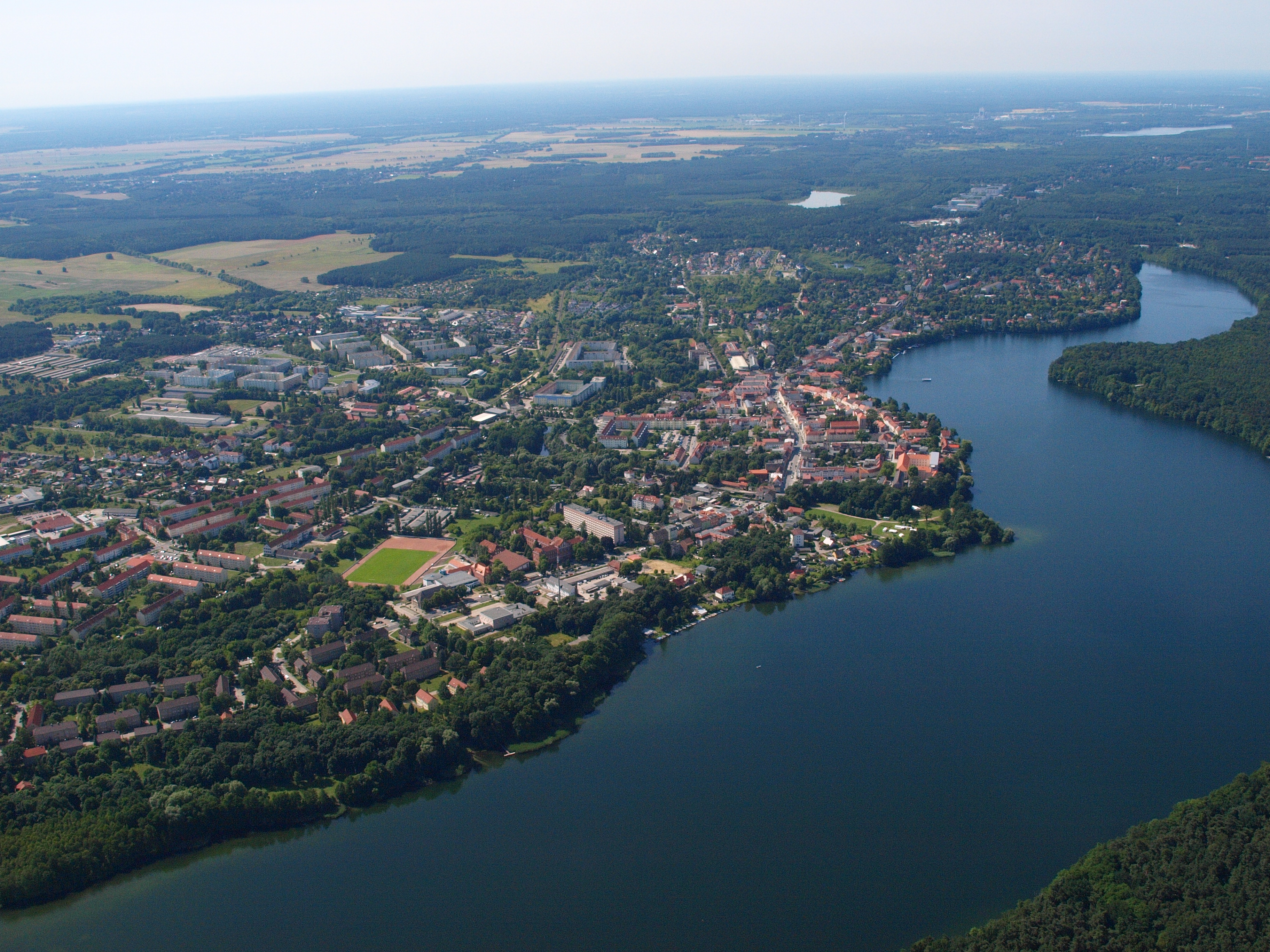
Штраусберг з північного сходу
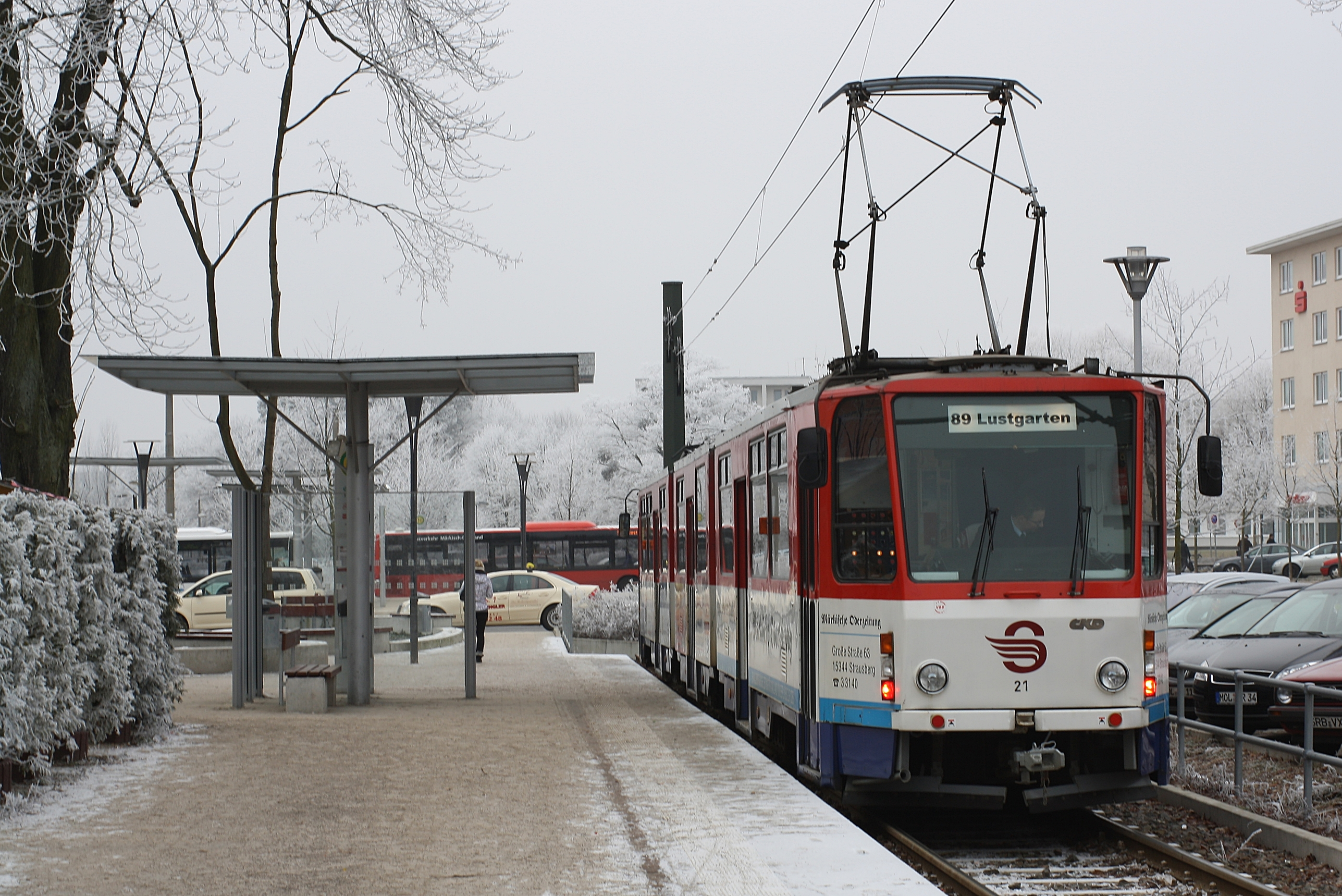
Трамвай на кінцевій станції S-Вокзал, січень 2011
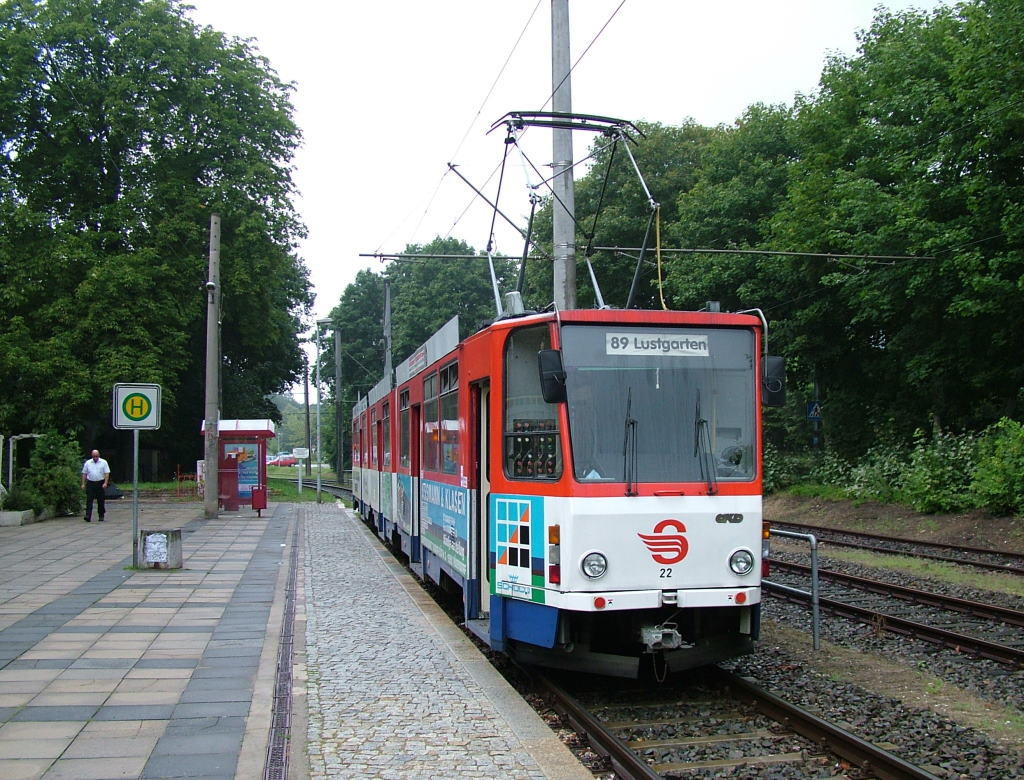
Трамвай № 22